# Zeugomantispa minuta
Zeugomantispa minuta là một loài côn trùng trong họ Mantispidae thuộc bộ Neuroptera. Loài này được Fabricius miêu tả năm 1775.